# Eisschnelllauf-Sprintweltmeisterschaft 2001
Die 32. Eisschnelllauf-Sprintweltmeisterschaft wurde vom 20. bis 21. Januar im deutschen Inzell (Ludwig-Schwabl-Stadion) ausgetragen.

## Wettbewerb
- 74 Sportler aus 19 Nationen nahmen am Mehrkampf teil

| Teilnehmende Nationen                         | Teilnehmende Nationen                      | Teilnehmende Nationen           | Teilnehmende Nationen               | Teilnehmende Nationen                |
| --------------------------------------------- | ------------------------------------------ | ------------------------------- | ----------------------------------- | ------------------------------------ |
| Österreich Belarus Kanada Volksrepublik China | Tschechien Finnland Frankreich Deutschland | Ungarn Italien Japan Kasachstan | Südkorea Niederlande Norwegen Polen | Russland Schweden Vereinigte Staaten |

### Frauen

#### Endstand
- Zeigt die zwölf erfolgreichsten Sportlerinnen der Sprint-WM

| Rang | Name                      | 1. Lauf 500 Meter | Pkt.  | 1. Lauf 1.000 Meter | Pkt.  | 2. Lauf 500 Meter | Pkt.  | 2. Lauf 1.000 Meter | Pkt.  | Gesamt- pkt. |
| ---- | ------------------------- | ----------------- | ----- | ------------------- | ----- | ----------------- | ----- | ------------------- | ----- | ------------ |
| 1    | Monique Garbrecht-Enfeldt | 39,00 (3)         | 39,00 | 1:17,31 (1)         | 38,65 | 39,20 (2)         | 39,20 | 1:18,23 (1)         | 39,11 | 155,970      |
| 2    | Eriko Sanmiya             | 38,91 (2)         | 38,91 | 1:17,33 (2)         | 38,66 | 39,42 (3)         | 39,42 | 1:19,17 (2)         | 39,58 | 156,580      |
| 3    | Catriona LeMay Doan       | 38,71 (1)         | 38,71 | 1:18,62 (9)         | 39,31 | 39,02 (1)         | 39,02 | 1:19,60 (8)         | 39,80 | 156,840      |
| 4    | Aki Tonoike               | 39,37 (5)         | 39,37 | 1:18,22 (5)         | 39,11 | 39,75 (6)         | 39,75 | 1:19,56 (7)         | 39,78 | 158,010      |
| 5    | Swetlana Schurowa         | 39,13 (4)         | 39,13 | 1:18,63 (10)        | 39,31 | 39,54 (4)         | 39,54 | 1:20,47 (12)        | 40,23 | 158,220      |
| 6    | Marianne Timmer           | 39,58 (8)         | 39,58 | 1:18,10 (3)         | 39,05 | 39,88 (9)         | 39,88 | 1:19,47 (6)         | 39,73 | 158,245      |
| 7    | Chris Witty               | 39,90 (11)        | 39,90 | 1:18,38 (6)         | 39,19 | 39,95 (10)        | 39,95 | 1:19,34 (3)         | 39,67 | 158,710      |
| 8    | Andrea Nuyt               | 39,38 (6)         | 39,38 | 1:18,48 (7)         | 39,24 | 39,76 (7)         | 39,76 | 1:20,85 (16)        | 40,42 | 158,805      |
| 9    | Warwara Baryschewa        | 39,88 (10)        | 39,88 | 1:18,21 (4)         | 39,10 | 40,49 (18)        | 40,49 | 1:19,42 (5)         | 39,71 | 159,185      |
| 10   | Amy Sannes                | 39,91 (13)        | 39,91 | 1:18,51 (8)         | 39,25 | 40,02 (13)        | 40,02 | 1:20,00 (9)         | 40,00 | 159,185      |
| 11   | Cindy Klassen             | 40,15 (19)        | 40,15 | 1:18,79 (11)        | 39,39 | 40,55 (19)        | 40,55 | 1:19,36 (4)         | 39,68 | 159,775      |
| 12   | Tomomi Okazaki            | 39,80 (9)         | 39,80 | 1:20,19 (16)        | 40,09 | 39,76 (7)         | 39,76 | 1:20,25 (10)        | 40,12 | 159,780      |

#### 1. Lauf 500 Meter
| Platz | Name                      | Land        | Zeit  | Punkte |
| ----- | ------------------------- | ----------- | ----- | ------ |
| 1     | Catriona LeMay Doan       | Kanada      | 38,71 | 38,71  |
| 2     | Eriko Sanmiya             | Japan       | 38,91 | 38,91  |
| 3     | Monique Garbrecht-Enfeldt | Deutschland | 39,00 | 39,00  |
| 4     | Swetlana Schurowa         | Russland    | 39,13 | 39,13  |
| 5     | Aki Tonoike               | Japan       | 39,37 | 39,37  |
| 6     | Andrea Nuyt               | Niederlande | 39,38 | 39,38  |
| 7     | Sayuri Osuga              | Japan       | 39,57 | 39,57  |
| 8     | Marianne Timmer           | Niederlande | 39,58 | 39,58  |
| 9     | Tomomi Okazaki            | Japan       | 39,80 | 39,80  |
| 10    | Warwara Baryschewa        | Russland    | 39,88 | 39,88  |
|       |                           |             |       |        |
| 14    | Marion Wohlrab            | Deutschland | 39,93 | 39,93  |
| 21    | Emese Hunyady             | Österreich  | 40,24 | 40,24  |
| 24    | Jenny Wolf                | Deutschland | 40,43 | 40,43  |
| 25    | Christina Zummack         | Deutschland | 40,46 | 40,46  |

#### 1. Lauf 1.000 Meter
| Platz | Name                      | Land               | Zeit    | Punkte |
| ----- | ------------------------- | ------------------ | ------- | ------ |
| 1     | Monique Garbrecht-Enfeldt | Deutschland        | 1:17,31 | 38,65  |
| 2     | Eriko Sanmiya             | Japan              | 1:17,33 | 38,66  |
| 3     | Marianne Timmer           | Niederlande        | 1:18,10 | 39,05  |
| 4     | Warwara Baryschewa        | Russland           | 1:18,21 | 39,10  |
| 5     | Aki Tonoike               | Japan              | 1:18,22 | 39,11  |
| 6     | Chris Witty               | Vereinigte Staaten | 1:18,38 | 39,19  |
| 7     | Andrea Nuyt               | Niederlande        | 1:18,48 | 39,24  |
| 8     | Amy Sannes                | Vereinigte Staaten | 1:18,51 | 39,25  |
| 9     | Catriona LeMay Doan       | Kanada             | 1:18,62 | 39,31  |
| 10    | Swetlana Schurowa         | Russland           | 1:18,63 | 39,31  |
|       |                           |                    |         |        |
| 14    | Marion Wohlrab            | Deutschland        | 1:19,92 | 39,96  |
| 15    | Emese Hunyady             | Österreich         | 1:19,96 | 39,98  |
| 28    | Jenny Wolf                | Deutschland        | 1:22,57 | 41,28  |
| 30    | Christina Zummack         | Deutschland        | 1:22,63 | 41,31  |

#### 2. Lauf 500 Meter
| Platz | Name                       | Land               | Zeit  | Punkte |
| ----- | -------------------------- | ------------------ | ----- | ------ |
| 1     | Catriona LeMay Doan        | Kanada             | 39,02 | 39,02  |
| 2     | Monique Garbrecht-Enfeldt  | Deutschland        | 39,20 | 39,20  |
| 3     | Eriko Sanmiya              | Japan              | 39,42 | 39,42  |
| 4     | Swetlana Schurowa          | Russland           | 39,54 | 39,54  |
| 5     | Susan Auch                 | Kanada             | 39,70 | 39,70  |
| 6     | Aki Tonoike                | Japan              | 39,75 | 39,75  |
| 7     | Andrea Nuyt Tomomi Okazaki | Niederlande Japan  | 39,76 | 39,76  |
| 9     | Marianne Timmer            | Niederlande        | 39,88 | 39,88  |
| 10    | Chris Witty                | Vereinigte Staaten | 39,95 | 39,95  |
|       |                            |                    |       |        |
| 17    | Marion Wohlrab             | Deutschland        | 40,48 | 40,48  |
| 21    | Emese Hunyady              | Österreich         | 40,57 | 40,57  |
| 24    | Jenny Wolf                 | Deutschland        | 40,92 | 40,92  |
| 25    | Christina Zummack          | Deutschland        | 40,96 | 40,96  |

#### 2. Lauf 1.000 Meter
| Platz | Name                      | Land               | Zeit    | Punkte |
| ----- | ------------------------- | ------------------ | ------- | ------ |
| 1     | Monique Garbrecht-Enfeldt | Deutschland        | 1:18,23 | 39,11  |
| 2     | Eriko Sanmiya             | Japan              | 1:19,17 | 39,58  |
| 3     | Chris Witty               | Vereinigte Staaten | 1:19,34 | 39,67  |
| 4     | Cindy Klassen             | Kanada             | 1:19,36 | 39,68  |
| 5     | Warwara Baryschewa        | Russland           | 1:19,42 | 39,71  |
| 6     | Marianne Timmer           | Niederlande        | 1:19,47 | 39,73  |
| 7     | Aki Tonoike               | Japan              | 1:19,56 | 39,78  |
| 8     | Catriona LeMay Doan       | Kanada             | 1:19,60 | 39,80  |
| 9     | Amy Sannes                | Vereinigte Staaten | 1:20,00 | 40,00  |
| 10    | Tomomi Okazaki            | Japan              | 1:20,25 | 40,12  |
|       |                           |                    |         |        |
| 15    | Marion Wohlrab            | Deutschland        | 1:20,75 | 40,37  |
| 17    | Emese Hunyady             | Österreich         | 1:21,55 | 40,77  |
| 30    | Jenny Wolf                | Deutschland        | 1:25,92 | 42,96  |

### Männer

#### Endstand
- Zeigt die zwölf erfolgreichsten Sportler der Sprint-WM

| Rang | Name                | 1. Lauf 500 Meter | Pkt.  | 1. Lauf 1.000 Meter | Pkt.  | 2. Lauf 500 Meter | Pkt.  | 2. Lauf 1.000 Meter | Pkt.  | Gesamt- pkt. |
| ---- | ------------------- | ----------------- | ----- | ------------------- | ----- | ----------------- | ----- | ------------------- | ----- | ------------ |
| 1    | Mike Ireland        | 35,45 (2)         | 35,45 | 1:11,21 (5)         | 35,60 | 35,99 (3)         | 35,99 | 1:12,16 (7)         | 36,08 | 143,125      |
| 2    | Hiroyasu Shimizu    | 35,26 (1)         | 35,26 | 1:12,17 (15)        | 36,08 | 35,65 (1)         | 35,65 | 1:12,56 (8)         | 36,28 | 143,275      |
| 3    | Jeremy Wotherspoon  | 35,81 (4)         | 35,81 | 1:11,68 (9)         | 35,84 | 35,81 (2)         | 35,81 | 1:11,78 (4)         | 35,89 | 143,350      |
| 4    | Jan Bos             | 35,86 (6)         | 35,86 | 1:11,35 (6)         | 35,67 | 36,32 (7)         | 36,32 | 1:11,47 (2)         | 35,73 | 143,590      |
| 5    | Erben Wennemars     | 36,29 (15)        | 36,29 | 1:10,87 (1)         | 35,43 | 36,08 (4)         | 36,08 | 1:11,76 (3)         | 35,88 | 143,685      |
| 6    | Ådne Søndrål        | 36,26 (13)        | 36,26 | 1:11,08 (2)         | 35,54 | 36,47 (15)        | 36,47 | 1:11,24 (1)         | 35,62 | 143,890      |
| 7    | Gerard van Velde    | 36,12 (11)        | 36,12 | 1:11,16 (4)         | 35,58 | 36,33 (9)         | 36,33 | 1:11,87 (5)         | 35,93 | 143,965      |
| 8    | Manabu Horii        | 35,57 (3)         | 35,57 | 1:11,90 (12)        | 35,95 | 36,23 (6)         | 36,23 | 1:12,67 (10)        | 36,33 | 144,085      |
| 9    | Lee Kyu-hyeok       | 35,98 (7)         | 35,98 | 1:11,48 (7)         | 35,74 | 36,43 (12)        | 36,43 | 1:11,98 (6)         | 35,99 | 144,140      |
| 10   | Toyoki Takeda       | 35,82 (5)         | 35,82 | 1:12,43 (19)        | 36,21 | 36,16 (5)         | 36,16 | 1:12,92 (14)        | 36,46 | 144,655      |
| 11   | Sergei Klewtschenja | 36,53 (23)        | 36,53 | 1:11,12 (3)         | 35,56 | 36,32 (7)         | 36,32 | 1:13,00 (16)        | 36,50 | 144,910      |
| 12   | Grunde Njøs         | 36,05 (9)         | 36,05 | 1:12,22 (16)        | 36,11 | 36,46 (13)        | 36,46 | 1:12,62 (9)         | 36,31 | 144,930      |

#### 1. Lauf 500 Meter
| Platz | Name               | Land        | Zeit  | Punkte |
| ----- | ------------------ | ----------- | ----- | ------ |
| 1     | Hiroyasu Shimizu   | Japan       | 35,26 | 35,26  |
| 2     | Mike Ireland       | Kanada      | 35,45 | 35,45  |
| 3     | Manabu Horii       | Japan       | 35,57 | 35,57  |
| 4     | Jeremy Wotherspoon | Kanada      | 35,81 | 35,81  |
| 5     | Toyoki Takeda      | Japan       | 35,82 | 35,82  |
| 6     | Jan Bos            | Niederlande | 35,86 | 35,86  |
| 7     | Lee Kyu-hyeok      | Südkorea    | 35,98 | 35,98  |
| 8     | Janne Hänninen     | Finnland    | 36,02 | 36,02  |
| 9     | Grunde Njøs        | Norwegen    | 36,05 | 36,05  |
| 10    | Dmitri Dorofejew   | Russland    | 36,09 | 36,09  |
|       |                    |             |       |        |
| 20    | Michael Künzel     | Deutschland | 36,47 | 36,47  |
| 27    | Christian Breuer   | Deutschland | 36,78 | 36,78  |

#### 1. Lauf 1.000 Meter
| Platz | Name                | Land               | Zeit    | Punkte |
| ----- | ------------------- | ------------------ | ------- | ------ |
| 1     | Erben Wennemars     | Niederlande        | 1:10,87 | 35,43  |
| 2     | Ådne Søndrål        | Norwegen           | 1:11,08 | 35,54  |
| 3     | Sergei Klewtschenja | Russland           | 1:11,12 | 35,56  |
| 4     | Gerard van Velde    | Niederlande        | 1:11,16 | 35,58  |
| 5     | Mike Ireland        | Kanada             | 1:11,21 | 35,60  |
| 6     | Jan Bos             | Niederlande        | 1:11,35 | 35,67  |
| 7     | Lee Kyu-hyeok       | Südkorea           | 1:11,48 | 35,74  |
| 8     | Joey Cheek          | Vereinigte Staaten | 1:11,66 | 35,83  |
| 9     | Jeremy Wotherspoon  | Kanada             | 1:11,68 | 35,84  |
| 10    | Yūsuke Imai         | Japan              | 1:11,77 | 35,88  |
|       |                     |                    |         |        |
| 17    | Michael Künzel      | Deutschland        | 1:12,27 | 36,13  |
| 22    | Christian Breuer    | Deutschland        | 1:12,76 | 36,38  |
| 29    | Jan Waterstradt     | Deutschland        | 1:13,60 | 36,80  |

#### 2. Lauf 500 Meter
| Platz | Name                        | Land                 | Zeit  | Punkte |
| ----- | --------------------------- | -------------------- | ----- | ------ |
| 1     | Hiroyasu Shimizu            | Japan                | 35,65 | 35,65  |
| 2     | Jeremy Wotherspoon          | Kanada               | 35,81 | 35,81  |
| 3     | Mike Ireland                | Kanada               | 35,99 | 35,99  |
| 4     | Erben Wennemars             | Niederlande          | 36,08 | 36,08  |
| 5     | Toyoki Takeda               | Japan                | 36,16 | 36,16  |
| 6     | Manabu Horii                | Japan                | 36,23 | 36,23  |
| 7     | Sergei Klewtschenja Jan Bos | Russland Niederlande | 36,32 | 36,32  |
| 9     | Gerard van Velde            | Niederlande          | 36,33 | 36,33  |
| 10    | Casey FitzRandolph          | Vereinigte Staaten   | 36,34 | 36,34  |
|       |                             |                      |       |        |
| 17    | Michael Künzel              | Deutschland          | 36,55 | 36,55  |
| 26    | Christian Breuer            | Deutschland          | 37,08 | 37,08  |

#### 2. Lauf 1.000 Meter
| Platz | Name               | Land        | Zeit    | Punkte |
| ----- | ------------------ | ----------- | ------- | ------ |
| 1     | Ådne Søndrål       | Norwegen    | 1:11,24 | 35,62  |
| 2     | Jan Bos            | Niederlande | 1:11,47 | 35,73  |
| 3     | Erben Wennemars    | Niederlande | 1:11,76 | 35,88  |
| 4     | Jeremy Wotherspoon | Kanada      | 1:11,78 | 35,89  |
| 5     | Gerard van Velde   | Niederlande | 1:11,87 | 35,93  |
| 6     | Lee Kyu-hyeok      | Südkorea    | 1:11,98 | 35,99  |
| 7     | Mike Ireland       | Kanada      | 1:12,16 | 36,08  |
| 8     | Hiroyasu Shimizu   | Japan       | 1:12,56 | 36,28  |
| 9     | Grunde Njøs        | Norwegen    | 1:12,62 | 36,31  |
| 10    | Manabu Horii       | Japan       | 1:12,67 | 36,33  |
|       |                    |             |         |        |
| 17    | Christian Breuer   | Deutschland | 1:13,06 | 36,53  |
| 24    | Michael Künzel     | Deutschland | 1:13,48 | 36,74  |